# Хамлет (филм, 1948)
Вижте пояснителната страница за други значения на Хамлет.
„Хамлет“ (на английски: Hamlet) е британска филмова адаптация от 1948 г. на трагедията „Хамлет“ на Уилям Шекспир. Филмът е адаптиран и режисиран от Лорънс Оливие. Това е вторият филм, на който Оливие е режисьор, а също и вторият от трите филма, създадени по драми на Шекспир. Хамлет е първият британски филм, който печели Оскар за най-добър филм. Освен това е първият озвучен филм на пиесата на английски език. Има озвучен филм от 1935 г., Khoon Ka Khoon, направен в Индия, но на езика урду.
Хамлет на Оливие е най-престижният от трите филма, създадени по драмите на Шекспир, тъй като печели два Оскара – за най-добър филм и за най-добър актьор. Освен това филмът печели наградата „Златен лъв“ на Филмовия фестивал във Венеция. Въпреки тези отличия филмът не бил приет добре измежду Шекспировите пуристи, които смятали, че Оливие е направил прекалено много промени (орязал е около два часа съдържание от четиричасовата пиеса). Милтън Шулман публикувал във вестника The Evening Standard: „За някои от вас това ще бъде един от най-добрите филми, правени някога, но за други – оомно разочарование. Лорънс Оливие категорично ни убеждава, че той е един от най-добрите актьори в момента... но работата, която извършва с текста, няма да се понрави на мнозина“.

## Сюжет
Филмът е адаптация на Шекспировата пиеса и следва основно нейния сюжет, но голяма част от диалога бива премахната и някои от основните персонажи липсват.
Действието започва в Елсинор, където един страж, Франциско (Джон Лори), пита друг страж, Бернардо (Есмонд Найт), дали е видял нещо. Бернардо и още един страж – Марцел (Антъни Куей), са виждали призрака на крал Хамлет два пъти преди това. След това Марцел пристига с Хорацио (Норман Уул), скептичния приятел на принц Хамлет. Изведнъж и тримата виждат духа, а Хорацио настоява духът да проговори. Духът на крал Хамлет изчезва, без да каже и дума.
Вътре в голямата зала на замъка кралският двор празнува брака на Гертруда (Ейлийн Херли) и крал Клавдий (Базил Сидни). Старият крал Хамлет е умрял, привидно от ухапване от змия. Неговата жена Гертруда се е омъжила за брата на покойния крал в рамките на един месец след случилата се трагедия. Принц Хамлет (Лорънс Оливие) седи сам, отказвайки да се присъедини към тържеството, въпреки постоянните покани от страна на новия крал. Когато гостите напускат залата, Хамлет изразява недоволството си относно новосъстоялия се брак, мърморейки си думите „и всичко това в рамките на един месец!“.
Не след дълго Хорацио и стражите влизат, съобщавайки на Хамлет за призрачното видение, приличащо на баща му. Хамлет вижда духа. Духът го привиква и той тръгва след него. Озовават се в кулата, където духът разкрива самоличността си. Духът на починалия крал Хамлет казва на сина си, че смъртта му не е случайна. Разказва как той е бил убит, кой го е направил и как всичко се е случило. Докато духът описва деянието, публиката вижда убийството под формата на ретроспекция. Вижда се как Клавдий слага отрова в ухото на покойния крал Хамлет, като по този начин го убива. Хамлет първоначално не приема казаното за истина и с цел да не прави прибързани заключения, решава да се направи на луд, мислейки, че по този начин ще изпита съвестта на чичо си Клавдий.
Начинът, по който Хамлет започва да се държи, привлича вниманието на Полоний (Феликс Айлмър), който е напълно убеден, че момчето е полудяло. Полоний повдига този въпрос пред краля, като твърди, че тази лудост е вследствие от любовта на Хамлет към Офелия (Джийн Симънс), дъщерята на Полоний. Клавдий обаче не е напълно убеден в казаното, затова Полоний решава да организира среща между Хамлет и Офелия. Щом става свидетел на срещата между принца и Офелия, Клавдий е вече напълно убеден в „безумието“ на Хамлет.
Следваща сцена ни показва как Хамлет наема група от скитащи се сценични изпълнители, искайки те да изиграят пред краля пиесата „Убийството на Гонсаго“. Целта на Хамлет е пиесата да бъде отражение на убийството на баща му и затова той прави няколко промени по текста. Клавдий не може да гледа случващото се в пиесата и извиква да пуснат светлините. Впоследствие се оттегля в стаята си. Хамлет вече е убеден в предателството на чичо си. Той заварва Клавдий съвсем сам и има възможност да го убие, но не го прави. По това време Клавдий се моли, а Хамлет не се стреми да го изпрати в рая, затова решава да изчака.
Хамлет отива при Гертруда, за да говори с нея за истинската причина за смъртта на баща си и за предателството на Клавдий. Докато разговарят, той чува глас, идващ зад завесите. Вярвайки, че Клавдий подслушва, се втурва към него в опит да прекрати живота му. Откривайки, че всъщност е убил подслушващия Полоний, Хамлет е само леко разстроен и продължава разговора с майка си. В този момент принцът вижда призрачното явление на баща си и започва да разговаря с него. Гертруда не вижда духа и е убедена, че синът ѝ е луд.
Принцът е депортиран в Англия от Клавдий, който е дал заповед момчето да бъде убито, след като пристигне там. За щастие корабът на Хамлет е нападнат от пирати и той се завръща в Дания. Докато него го няма, обаче Офелия полудява, мислейки си за това как той я е отблъснал и не можейки да приеме, че точно Хамлет е убиецът на нейния баща. Тя се дави, искайки да се самоубие. Лаерт (Терънс Морган), брат на Офелия, е принуден да отмъсти за смъртта ѝ, както и за тази на баща си.
Клавдий и Лаерт научават за завръщането на Хамлет и се подготвят да го убият. Въпреки това те планират смъртта му да изглежда като инцидент. Клавдий заповядва на Лаерт да предизвика Хамлет на дуел, в който Лаерт ще получи острие, намазано с отрова, и така ще убие принца само с едно докосване. В случай че Лаерт не е в състояние да рани Хамлет, Клавдий е подготвил отровна напитка.
Хамлет отговаря на предизвикателството на Лаерт и дуелът започва. Хамлет печели първите два кръга, а Гертруда пие от чашата, като подозира, че е отровна. По същото време Лаерт посяга към Хамлет и го ранява по ръката, смъртоносно го отравя. Хамлет, без да знае това, продължава да се бори. В крайна сметка той успява да обезоръжи Лаерт, разменя остриетата и го ранява смъртносно. Отровата от питието започва да действа и Гертруда също умира, като преди това предупреждава Хамлет да не пие от чашата. (Оливие показва смъртта на Гертруда като преднамерено самоубийство, за да защити сина си, докато при Шекспир сякаш е случайно – Гертруда не знае, че чашата е отровена).
Лаерт, умирайки, признава целия заговор срещу Хамлет, който междувременно се насочва към Клавдий с гняв и го убива, преди той самият да умре. Хорацио, ужасен от всичко това, заповядва Хамлет да получи прилично погребение. Тялото на младия принц е отнесено, за да се вземат подходящите грижи за погребението. Докато датският кралски двор коленичи, а оръдията на Елсинор изстрелват заряд, няколко жени плачат тихо в заден план.

## Актьорски състав

### Датският кралски двор
- Базил Сидни в ролята на крал Клавдий. Клавдий е брат и убиец на покойния крал Хамлет. Жени се за кралица Гертруда, съпругата на крал Хамлет, само два месеца след смъртта му.
- Ейлийн Хърлей в ролята на кралица Гертруда. Гертруда, която сега е омъжена за Клавдий, не подозира в какво е въвлечена. Страхува се за здравето на сина си.
- Лорънс Оливие в ролята на принц Хамлет, принц на Дания. Освен това е гласът на духа. Хамлет е синът на покойния крал, който сега има подозрения относно смъртта на баща си. Оливие, считан от мнозина за най-великия актьор на 20 век, е изиграл тази роля два пъти на сцената през 1937 г., в театър Old Vic и по-късно в двореца Елсинор. Неговата роля от филма през 1948 г. е единствената, която му носи Оскар за най-добър актьор, въпреки три предишни номинации и пет следващи. И все пак Оливие е получил няколко почетни Оскара.
- Норман Уланд в ролята на Хорацио. Хорацио е приятел на Хамлет. Уланд е британски актьор, роден в Германия, който по-късно играе подобна роля, отново е помощник на един от персонажите, изигран от Оливие в Ричард III.
- Феликс Айлмър в ролята на Полоний. Полоний има подозрения относно Хамлет и е убеден, че неговата лудост произтича от любовта на младия принц към дъщеря му Офелия. Айлмър е работил с Оливие в „Хенри V“, както и в „Както ви харесва“ (1936).
- Терънс Морган в ролята на Лаерт, синът на Полоний. Лаерт пристига в Дания и открива, че баща му е убит от Хамлет, а Офелия, сестра му, се е побъркала и самоубила. Той решава да отмъсти на Хамлет. Морган е британски актьор, който се присъединява към компанията „Олд Вик“ през 1948 г.
- Джийн Симънс в ролята на Офелия. Офелия е дъщеря на Полоний, която отхвърлена от Хамлет и разбирайки за смъртта на баща си, полудява. Изпълнението на Симънс в този филм ѝ спечели номинация за най-добра поддържаща женска роля на Оскарите за същата година.

### Стражи
- Джон Лори в ролята на Франциско. Франциско е един от стражите, който се появява в началото на филма, но след това изчезва. Джон Лори се появява и в трите филма по Шекспир, режисирани от Оливие, както и във филма „Както ви харесва“ (1936), в който участва и самият Оливие.
- Есмонд Найт в ролята на Бернардо. Бернардо е един от стражите, които виждат духа на покойния крал. Найт се появява в трите филма по Шекспир на Оливие, както и в „The Prince and the Showgirl.“
- Антъни Куейъл в ролята на Марцел. Марцел е войник, който е на стража в Елсинор. Той и Бернардо вече са виждали духа.
- Нийл МакГенис в ролята на морския капитан. Това е герой, измислен за филма. Той е капитанът на кораба, с който Хамлет тръгва за Англия. Репликите на капитана обаче са от оригиналната пиеса, в която биват изречени от един моряк.
- Кристофър Лий става известен по-късно с ролите си във филми на ужасите. Тук играе маргинална роля без никакви думи.

### Театър в театъра
- Харкорд Уилямс – неговата роля е избрана от Хамлет, с цел принцът да види дали подозренията му за Клавдий са истинни. Харкорд Уилямс се появява във филма на Оливие „Хенри V“ преди това.
- Патрик Траутън в ролята на краля. Неговата роля отразява предателството на Клавдий.
- Тони Травер в ролята на кралицата. Кралицата играе съпругата на краля на сцената; във филма на Оливие тя е сатиричен образ на Гертруда, предназначен да пречупи съвестта на Клавдий.

### Служители
- Питър Кушинг в ролята на Озрик. Озрик е съдия (рефер) на дуела между Хамлет и Лаерт.
- Стенли Холоуей в ролята на гробар. Вторият гробар от пиесата във филма липсва. Гробарят копае гроба на Офелия, когато Хамлет и Хорацио идват.
- Ръсел Торндайк в ролята на свещеник. Той води церемонията по погребването на Офелия.

## Продукция
Кастинг и заснемане
Ейлийн Хърлей, която играе майката на Хамлет, е на 28 години, когато е заснет филма. Оливие, който играе сина, е на 40 години.
Оливие изиграва гласа на духа, записвайки диалога и възпроизвеждайки го с намалена скорост, като по този начин му придава призрачност. В продължение на много години се е приемало, че Джон Гейлгуд е изиграл гласа на призрака. Гейлгуд играе тази роля в три по-късни продукции – филмовите и сценични версии на „Хамлет“ на Ричард Бъртън (1964 г.), в телевизионно предаване от 1970 г. (продукция на „Hall Hall of Fame“ с участието на Ричард Чембърлейн) и радио предаването през 1992 г. с участието на Кенет Брана.
Кинематография
Кинематографията е дело на Десмънд Дикинсън. Той използва заснемане със задълбочен фокус, популяризирано по-рано във филми, режисирани от Уилям Уайлър и Орсън Уелс.
Музика
Музиката е композирана от Уилям Уолтън и се превръща в една от най-добре оценените му работи.

## Критическа оценка
Началото на филма, включващо думите на Оливие за собствената му интерпретация на пиесата, е било критикувано: „Това е трагедията на един човек, който не може да вземе решение“.
Оливие изрязва „политическите“ елементи на пиесата (изцяло премахва образите на Фортинбрас, Розенкранц и Гилденстерн) с цел по-интензивно психологическо представяне, а и отчасти, за да спести време. Самият Оливие заявява, че „е нужно да се направи едно голямо орязване“, а разреза, който той избира да направи, е да премахне образите на Фортинбрас, Розенкранц и Гилденстерн. Това не било много критикувано отначало, но по-късно критиците го забелязват. Джон Гейлгуд използва същия метод години по-късно, оставяйки тези образи извън радиопродукцията си (1951 г.), излъчвана по програмата „Theatre Guild on Air“. Гейлгуд също така, следвайки филмовата версия на Оливие, дава окончателните реплики на Хорацио, вместо на Фортинбрас.
Оливие също включва нюанси на Едиповия комплекс в пиесата, давайки правото на Хамлет многократно да целуне майка си по устните по време на филма. Филмовият критик Джак Йоргенс коментира, че „сцените на Хамлет с кралицата са почти любовни сцени“. За разлика от това, Офелия, Джийн Симънс, се чувства смачкана психически от държанието на Хамлет в сцената в манастира.
Според Дж. Лорънс Гунтнър стилът на филма се придържа до голяма степен на германския експресионизъм и е близък до Филм ноар: сцените, включващи тесни, завъртващи се стълби, отговарят на лабиринтите на психиката на Хамлет.

## Награди
„Хамлет“ от 1948 г. е единственият филм, в който водещият актьор се е режисирал сам толкова добре, че да спечели Оскар. Друг такъв случай имаме чак през 1998 г., когато Роберто Бенини печели Оскар за филма „Животът е прекрасен“. Оливие е и единственият актьор, който печели Оскар за ролята на Шекспир. „Хамлет“ е единственият филм, спечелил „Златният лъв“ и „Оскар за най-добър филм“. Той е и първият неамерикански филм, спечелил наградата „Оскар за най-добър филм“.
| Оскар                                   | Име                                                            |
| Най-добра мъжка роля                    | Лорънс Оливие                                                  |
| Най-художествена декорация, черно-бяла  | Роджър Фърс Кармен Дилън                                       |
| Най-добър дизайн на костюми, черно-бели | Роджър Фърс                                                    |
| Най-добър филм                          | Дж. Артър Ранк-Филм на „Two Cities“ (Лорънс Оливие, продуцент) |
| Номинации за Оскар                      |                                                                |
| За най-добра поддържаща женска роля     | Джийн Симънс                                                   |
| Най-добра музика                        | Уилям Уолтън                                                   |
| За най-добър режисьор                   | Лорънс Оливие                                                  |

### Други награди
- 1948 – Филмовият фестивал във Венеция – Златен лъв (награден)
- 1949 – Награда на БАФТА за най-добър филм (награден)
- 1949 – Награда на БАФТА за най-добър британски филм (номинация)
- 1949 – Bodil Awards – Най-добър европейски филм (награден)
- 1949 – Златен глобус за най-добър чуждестранен филм (награден)
- 1949 – Златен глобус за най-добър актьор (Лорънс Оливие) (награден)

## Влияние
В миналото филмът от 1948 г. е бил приеман като дефиниран вече кино образ на Хамлет. През годините обаче той губи част от своя статут, особено ако се направи сравнение с версиите на „Хенри V“ и „Ричард III“ на Оливие. Това е преди всичко заради Оливие, който според някои критици прекалено подчертава Едиповия комплекс в образа на Хамлет и защото образи като Розенкранц и Гилденстерн, двама от най-важните поддържащи герои в пиесата, напълно са били пропуснати от тази филмова версия. Фактът, че Розенкранц и Гилденстерн са били включени във филм „Хамлет“ от 1969 г. на Никол Уилямсън и Тони Ричардсън, както и във версията, в която участва Мел Гибсън / Франко Зефирели от 1990 г., не помага на Оливие да се обоснове, че пиесата се нуждае от такива драстични съкращения. Филмовата версия на Кенет Бранаг от 1996 г. на „Хамлет“ включва всичко, което Оливие е пропуснал.
Известният филмов критик Каулин Кеел заключава, че:
Дори и да смятате, че определени сцени е трябвало да бъдат направени по различен начин, не може да не забележите, че останалата част от пиесата никога не е била толкова добра. Каквито и да са пропуските и грешките, това със сигурност е най-вълнуващата продукция на Хамлет, която някога ще видите на екран. Никога не е скучно и дори и герои като Фортинбрас, Розенкранц и Гилденстерн да са 'жертвани', те никога не са липсвали кой знае колко много на зрителя.
Списание „Таймс“ публикува през 1948 г.: „Човек, който може да направи това, което Лорънс Оливие направи за Шекспир, със сигурност е сред най-ценните хора на своето време“.

## Телевизионен дебют
„Хамлет“ е вторият от филмите на Оливие, създадени по драми на Шекспир, който се излъчва по американска телевизия. Първият е „Ричард III“, който на 11 март 1956 г. е излъчен по NBC.
Същия ден, в който е била премиерата на филма в кината, Американската телевизионна компания позволява излъчването на „Хамлет“ в праймтайма през декември 1956 г. Както много други театрални филми, показвани по телевизията, Хамлет е бил разделен на две 90-минутни половини, излъчени за период от две седмици. Излъчването на филмите по този начин, а не в рамките на една вечер, е характерно за епохата.

## Местни медии
В Северна Америка „Хамлет“ на Оливие е пуснат на DVD като част от колекцията „Criterion Collection“, която също е издала и филмовите версии на „Henry V“ и „Richard III“ на DVD. Филмът е пуснат на Blu-ray Disc във Великобритания.